# Diane Black
Pour les articles homonymes, voir Black.
Diane Black, née Warren le 16 janvier 1951 à Baltimore (Maryland), est une femme politique américaine, membre du Parti républicain et élue du Tennessee à la Chambre des représentants des États-Unis de 2011 à 2019.

## Biographie

### Carrière professionnelle et débuts en politique
Diane Black est originaire du Maryland. Elle est diplômée d'un associate degree d'infirmière du Anne Arundel Community College (en) en 1971. En 1992, elle décroche un bachelor of science de l'université Belmont. Elle devient millionnaire grâce au laboratoire Aegis Sciences Corporation que son mari David a fondé en 1986.
Elle est élue à la Chambre des représentants du Tennessee en 1999 puis au Sénat de l'État à partir de 2005.

### Représentante des États-Unis
En 2010, elle se présente à la Chambre des représentants des États-Unis dans le 6e district du Tennessee. Même si le représentant sortant Bart Gordon — qui ne se représente pas — est démocrate, les républicains sont presque assurés de récupérer ce district conservateur du centre du Tennessee. Diane Black remporte la primaire républicaine de justesse avec 32 % des voix, devant Lou Ann Zelenik (30 %) et le sénateur d'État Jim Tracy (30 %). Elle est élue représentante avec 67,3 % des suffrages face au démocrate Brett Carter (29,4 %).
Elle affronte à nouveau Zelenik dans la primaire républicaine de 2012, qu'elle remporte facilement. Sans opposant démocrate lors de l'élection générale, elle est réélue avec 76,4 % des voix. Deux ans plus tard, elle est reconduite pour un troisième mandat par 71,1 % des électeurs.
En 2016, elle affronte Joe Carr dans la primaire républicaine. Carr la dépeint comme une membre de l'« establishment de Washington » et la primaire s'annonce serrée. Durant la campagne, elle dépense dix fois plus d'argent que son opposant et remporte facilement la primaire avec 64 % des voix. Réélue pour un quatrième mandat, elle devient en février 2017 la première femme à présider la commission du budget de la Chambre des représentants.
Au mois d'août 2017, Black annonce sa candidature au poste de gouverneur du Tennessee, pour l'élection de 2018. Connue à travers le Tennessee et disposant de larges ressources financières, elle est alors considérée comme la favorite du camp républicain. Elle reçoit le soutien du vice-président Mike Pence. Cependant, la campagne est marquée par de nombreuses attaques entre Black et l'ancien commissaire au développement économique Randy Boyd, qui permettent à l'homme d'affaires Bill Lee de prendre la tête des sondages à quelques jours des primaires. Black se classe finalement en troisième position avec 23 % des voix, derrière Lee (37 %) et Boyd (24 %).
Son mandat de représentante s'achève le 3 janvier 2019. Le républicain John Rose lui succède.